# 寛喜新制
寛喜新制（かんぎしんせい）とは寛喜3年11月3日（1231年11月28日）に制定された新制。全42条。建久新制・文永新制と並んで「三代制符」の1つとされる。

## 概要
前年から始まった寛喜の飢饉に伴う社会の混乱に危機感を抱いた後堀河天皇・九条道家の朝廷が同年5月より朝議を重ねたうえで制定した。
条文は神事・仏事の興行と寺社修造などの寺社政策、朝廷公事に関する規定、過差の禁止、衛府官人による官司警固の強化、検非違使の職務励行などから構成されている。諸国特に京都における盗賊の取締など治安維持の条文を入れた他、図書寮に対して典籍を宿紙に漉きかえすこと（蔵書を再生紙にする）を禁じる規定など特徴的な規定が見られる一方で、これまでの新制で必ず含まれていた荘園整理令や僧兵・神人の取締に関する規定が存在しない。これは飢饉に伴う治安回復や徳政推進を重点に置いたためと考えられている。